# Ramutowo
Ramutowo – wieś sołecka w Polsce położona w województwie mazowieckim, w powiecie płockim, w gminie Słupno.
W latach 1975–1998 miejscowość administracyjnie należała do województwa płockiego.
Wieś zamieszkuje niewielka diaspora Kościoła Katolickiego Mariawitów, którą opiekuje się parafia w Felicjanowie. Wierni z Ramutowa odprawiają adorację ubłagania 12. dnia każdego miesiąca.